# Karl Maria Heller
Karl Maria Heller (* 21. März 1864 in Rappoltenkirchen; † 26. Dezember 1945 in Dresden) war ein österreichisch-deutscher Zoologe.

## Leben
Karl Maria Heller wurde am 21. März 1864 als Sohn des Naturwissenschaftlers Karl Bartholomäus Heller in Rappoltenkirchen geboren. Heller belegte das Studium der Naturwissenschaften an der Universität Wien, an der Technischen Hochschule Braunschweig und in Rostock, wo er 1884 promovierte. Im Anschluss unternahm er zwei zoologische Studienreisen, die ihn 1884  nach Südbulgarien sowie 1885 nach Syrien führten. Im Jahr 1885 wurde er als  Assistent, ab 1890 als Kustos des Zoologischen und Anthropologisch-Ethnographischen Museums nach Dresden bestellt.
Er wurde 1894 Mitglied und war über viele Jahre 1. Vorsitzender des Entomologischen Vereins Iris zu Dresden.
Karl Maria Heller verstarb am 26. Dezember 1945 im Alter von 81 Jahren in Dresden.

## Wirken
Karl Maria Heller, dessen besonderes Interesse den exotischen Käfern galt, arbeitete vor allem über indo-australische Rüsselkäfer, so dass das Museum, da auch sein Nachfolger die gleiche Forschungsrichtung einschlug, zu einem Zentrum der Curculionidenforschung wurde.

## Werke
- Der Urbüffel von Celébes: Anoa depressicornis (H. Smith). Versuch einer Monographie. Grünberg, Dresden 1889 (Rostock, Dissertation, vom 30. November 1889).
- Über 240 Zeitschriftenartikel, zum größten Teil in: Abhandlungen und Berichte des Königlichen Zoologischen und Anthropologisch-Ethnographischen Museums in Dresden. ISSN 0233-125X.